# Geiges

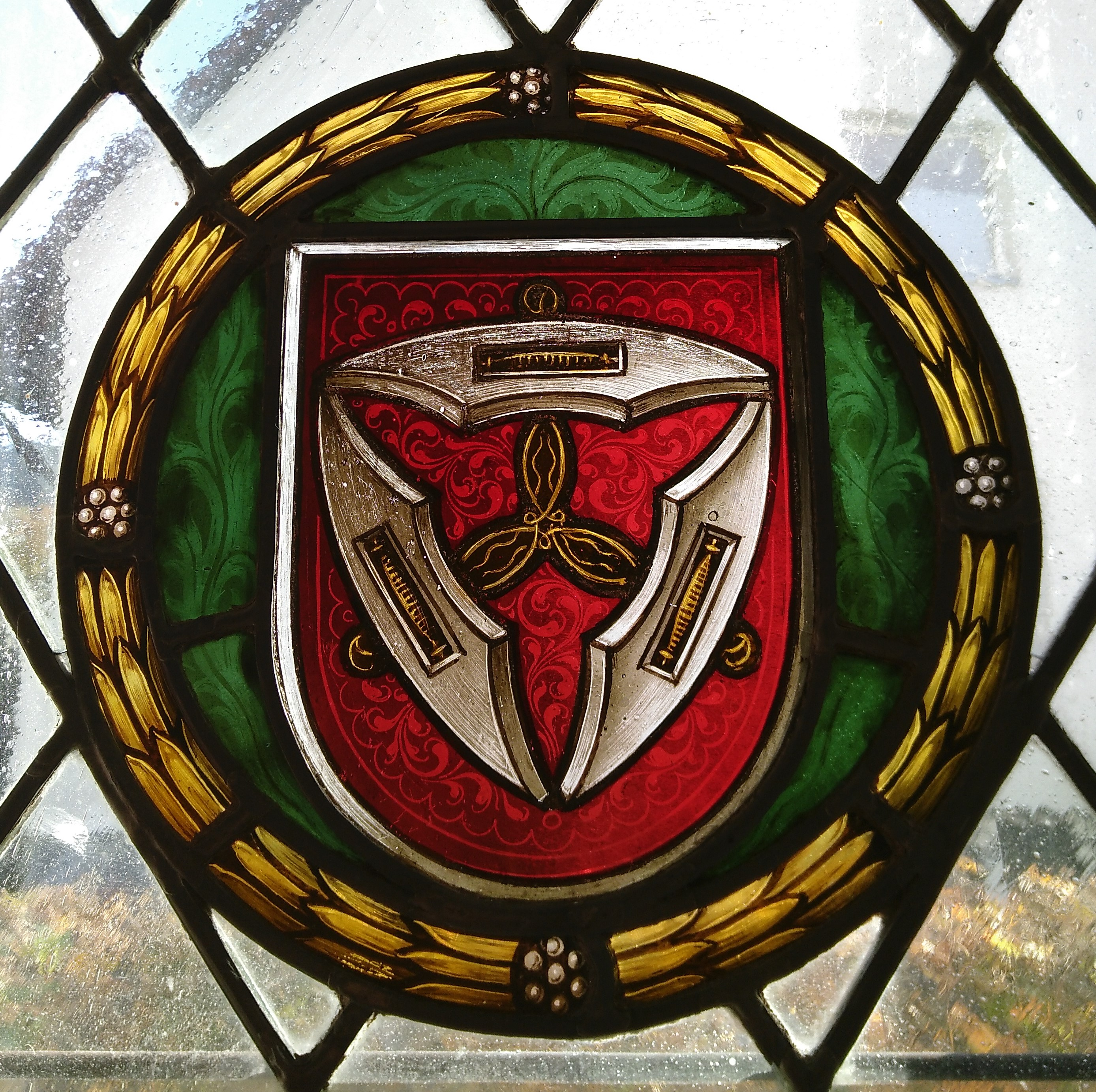
Wappen der Freiburger Familie Geiges, Glasgemälde von Fritz Geiges

Geiges ist der Name einer Familie aus Freiburg im Breisgau, zu der folgende Personen gehören:
1. Stephan Geiges († 24. Dezember 1757), Weber, verheiratet mit Maria Kepplerin aus Raithaslach (* 2. Februar 1689; † 1754)
  1. Joseph Geiges (1731–1797), (jüngstes von 9 Kindern; seit 1760 in Freiburg, u. a. Zunftmeister der Leinenweber in Freiburg), verheiratet mit Monika Geng.
    1. Franz Anton Geiges (1777–1860), Revisor der großherzoglichen Regierung des Oberrheinkreises (10. von 13 Kindern von Joseph Geiges), verheiratet mit Josepha Zipfel (1785–1859)
      1. Sigmund Geiges (1810–1898), Architekt und Stadtbaumeister
        1. Oskar Geiges (1849–1923), Architekt (Sohn von Sigmund Geiges und dessen zweiter Ehefrau Elisabeth Stein)
          1. Franz Geiges (1879–1968), Architekt
            1. Hans Geiges (1904–1988), Architekt, Stadtplaner und Oberbaudirektor

        2. Fritz Geiges (1853–1935), Glasmaler und Künstler (Sohn von Sigmund Geiges und dessen dritter Ehefrau Theresa Baumann)
          1. Fritz Geiges Junior (1884–1958), Arzt und Chirurg
            1. Leif Geiges (1915–1990), Fotograf und Reporter
              1. Adrian Geiges (* 1960), Schriftsteller und Journalist
              2. Hansjörg Geiges (* 1966), Mathematiker

          2. Margarethe Geiges (1888–1987), verheiratet mit dem Zoologen Alfred Kühn

      2. Thekla Geiges (1836–1898), verheiratet mit dem Bildhauer Alois Knittel